# Intel 8008
Intel 8008 — первый 8-битный центральный процессор, разработанный фирмой Intel и выпущенный 1 апреля 1972 года.

## История
В 1969 году компания Computer Terminal Corporation, впоследствии переименованная в Datapoint, заказывает у Intel новый процессор, который CTC намеревалась интегрировать в новый терминал Datapoint 2000. Первоначально CTC хотела разместить всё на нескольких микросхемах, однако, инженер компании Intel Тед Хофф, взглянув на проект, предложил разместить все компоненты нового процессора на одной микросхеме. Получив согласие CTC, инженеры Intel приступили к разработке микросхемы, которая получила рабочее название 1201. В 1970 году, когда микросхема была уже практически готова, CTC отказывается от проекта. Причины были таковы — микросхему предоставили поздно, и характеристики микросхемы не удовлетворяли CTC, в результате она не использовалась в терминалах Datapoint 2200. Договор между Intel и CTC был разорван, что позволяло продавать эту микросхему другим компаниям. Микросхемой 1210 заинтересовалась японская компания Seiko. Впоследствии, после некоторой модификации, 1210 превратилась в микропроцессор i8008 (выпущен в 1972 году), который положил начало новому семейству MCS-8.
Микропроцессор i8008 архитектурно был очень похож на i4004, многие решения, использованные в i4004, также применялись и в i8008. Новый процессор унаследовал и систему обозначений, применявшуюся в i4004, аналогичным образом в семейство продукции «8ххх» вошли все микросхемы RAM, ROM и EPROM, поддерживающие микропроцессор 8008.

## Описание

Архитектура Intel 8008

- Разрядность регистров составляла 8 бит.
- 14-битная адресация памяти, в результате чего процессор мог поддерживать до 16 Кбайт внешней памяти
- 8-битная шина
- процессор мог обратиться к 8 портам ввода и 24 портам вывода.

В 1974 году на базе микропроцессора i8008 выпускается два миникомпьютера — Mark-8 и Scelbi-8N.

## Конструкторы
Тед Хофф, Стенли Мэйзор, Хол Фини, Федерико Фаджин.

## Технические характеристики
- Дата анонса: 1 апреля 1972 года
- Тактовая частота: 500 кГц (в последующей моделях С8008-1 и D8008-1 — 800 кГц)
- Внутренний 8-уровневый стек
- Разрядность шины: 8 бит
- Память команд: 16 Кбайт
- Объём адресуемой памяти (код и данные): 16 Кбайт
- Количество транзисторов: 3500
- Техпроцесс, нм: 10000 (10 мкм)
- Разъём: DIP18
- Корпус: 18-контактный керамический или пластиковый (модели С8008, D8008, P8008)